# أسبورن وانغ
أسبورن وانغ (بالنرويجية البوكمول: Asbjørn Wang)‏ (28 سبتمبر 1899 – 16 يناير 1966) هو سبّاح نرويجي راحل، مثّل بلاده في الألعاب الأولمبية الصيفية 1920.

## روابط خارجية
أسبورن وانغ على موقع اللجنة الأولمبية الدولية (الإنجليزية)
- أسبورن وانغ على موقع أوليمبيديا (الإنجليزية)